# Даньшин, Анатолий Алексеевич
Анатолий Алексеевич Даньшин (род. 1940) — сотрудник советских и российских органов государственной безопасности, генерал-майор.

## Биография
Анатолий Алексеевич Даньшин родился 19 февраля 1940 года в городе Макеевке (ныне — Донецкая область Украины). В 1956 году окончил школу в селе Беседино в Курской области, после чего поступил в Курский сельскохозяйственный институт. Окончив его, получил специальность зоотехника. Трудился старшим зоотехником, затем директором районной станции искусственного осеменения животных, старшим зоотехником в колхозно-совхозном управлении. В августе 1964 года был направлен на работу в органы ВЛКСМ, пройдя путь от секретаря комитета комсомола управления до первого секретаря Курского обкома ВЛКСМ. Избирался членом ЦК ВЛКСМ, делегатом XXVI съезда ВЛКСМ и XXIV съезда КПСС.
В 1973 году поступил на службу в органы Комитета государственной безопасности при Совете Министров СССР. В 1975 году окончил Высшую школу КГБ СССР, после работал на руководящих должностях в различных подразделениях КГБ СССР. Был заместителем начальника Управления КГБ Казахской ССР по Чимкентской области, а в августе 1985 года был назначен начальником Курского областного управления КГБ СССР.
После распада СССР продолжил службу в российских органах безопасности, возглавлял Управление Министерства безопасности Российской Федерации, а затем и Управление Федеральной службы безопасности по Курской области. В 1998 году в звании генерал-майора вышел в отставку. Работал начальником Управления Судебного департамента при Верховном Суде Российской Федерации в Курской области. Оставив государственную гражданскую службу, продолжил работать специалистом в Курском областном суде.
Активно занимается общественной работой, является членом Общественной палаты Курской области, членом Президиума Совета ветеранов войны, труда, Вооружённых Сил и правоохранительных органов, председателем Президиума общественного Совета при главе Администрации города Курска.
Почётный гражданин города Курска. Почётный сотрудник госбезопасности. Награждён орденами «Знак Почета», «За заслуги перед Отечеством» 2-й степени, рядом медалей.